# پالتی
پالتی از ناشران بین‌المللی علوم انسانی و اجتماعیست.
بیوگرافیهایی برای ماکس وبر, فیدل کاسترو, آلبرت اینشتین, یوآخیم فست's آلبرت اشپر, باب دیلن, باب مارلی, دیوید بویی, مایک تایسون, محمدعلی کلی, و دیوید بکهام نشر داده است.

## مؤلفین
- تئودور آدورنو
- ژان بودریار
- زیگمونت باومن
- والتر بنیامین
- پیر بوردیو
- آلکس کالینیکوس
- مانوئل کاستلز
- کورنلیوس کاستوریادیس
- هلن سیکسو
- ژاک دریدا
- نوربرت الیاس
- آنتونی گیدنز
- یورگن هابرماس
- استوارت هال
- پریمو لوی
- جولیت میچل
- آنتونیو نگری
- پل ریکور
- ریچارد رورتی
- اسلاوی ژیژک

## پیند بیرونی
- Polity Online